# Ông bà anh
"Ông bà anh", là một sáng tác của Lê Thiện Hiếu để tham dự Bài hát hay nhất mùa 1.

## Nội dung
Với chủ đề về tình yêu hai thế hệ cùng với những trào lưu mạng xã hội hiện nay (Facebook, Zalo).

## Trở thành hit
Sau khi đăng tải được vài giờ, ca khúc đã trở thành ca khúc được nghe nhiều nhất chương trình và đã gây sốt trên toàn dư luận. Chỉ trong một tuần ca khúc đã đạt được 15 triệu lượt xem trên YouTube. Tính đến ngày 27 tháng 2 năm 2017, bản Audio chính thức đã thu hút được hơn 10 triệu lượt xem trên YouTube, bản trên sân khấu Sing My Song đã thu hút hơn 41 triệu. Đây chính là bài hát làm nên tên tuổi của Lê Thiện Hiếu. Với hơn 37 triệu vào đêm chung kết, Lê Thiện Hiếu đã nhận được một kỉ niệm chương.

## Giải thưởng và đề cử
Năm 2017, bài hát đoạt giải "Bài hát của năm" trong "Giải Âm nhạc Cống hiến lần 12" do báo Thể thao & Văn hóa tổ chức.